# Guyard de Berville
Pour les articles homonymes, voir Berville.
Guillaume François Guyard de Berville est un écrivain français né à Paris en 1697 et mort en 1770.
Il commence l'écriture à plus de 60 ans. Il donne en 1760 une Histoire de Bayard et en 1767 une Histoire de Duguesclin, qui furent bien accueillies et plusieurs fois réimprimées. Néanmoins il vécut dans la gêne et mourut à Bicêtre.

## Œuvres
- Histoire de Pierre du Terrail, dit le chevalier Bayard, sans peur et sans reproche, 1760 : lire en ligne (édition de 1809).
- Histoire de Bertrand Du Guesclin, comte de Longueville, connétable de France Reims - Le Batard - 1767